# Кристинн Стейндорссон
Кристинн Стейндорссон (исл. Kristinn Steindórsson; род. 29 апреля 1990, Рейкьявик) — исландский футболист, полузащитник клуба «Брейдаблик». Выступал за сборную Исландии.

## Клубная карьера
Стейндорссон — воспитанник клуба «Брейдаблик». В 2007 году Кристинн дебютировал за команду в чемпионате Исландии. В составе «Брейдаблика» Стейндорссон стал чемпионом и обладателем Кубка Исландии.
В начале 2012 года он перешёл в шведский «Хальмстад». 9 апреля в матче против «Хаммарбю» он дебютировал в Суперэттане. 7 мая в поединке против «Эстера» Кристинн забил свой первый гол за «Хальмстад». По итогам сезона он помог клубу выйти в элиту. В апреле 2013 года в матче против «Мальмё» Стейндорссон дебютировал в Аллсвенскане.
11 декабря 2014 года Кристинн перешёл в клуб MLS «Коламбус Крю». В американской лиге он дебютировал 7 марта 2015 года в матче стартового тура сезона против «Хьюстон Динамо». По окончании сезона 2015 «Коламбус Крю» не стал продлевать контракт со Стейндорссоном.
В начале 2016 года Стейдорссон подписал контракт с шведским «Сундсваллем». 3 апреля в матче против АИКа он дебютировал за новую команду.

## Международная карьера
15 января 2015 года в товарищеском матче против сборной Канады Стейндорссон дебютировал в сборной Исландии, забив гол.

### Голы за сборную Исландии
| #   | Дата           | Место                                         | Противник | Счёт | Результат | Соревнование      |
| --- | -------------- | --------------------------------------------- | --------- | ---- | --------- | ----------------- |
| 01. | 15 января 2015 | Ю-си-эф Соккер энд Трэк Стэдиум, Орландо, США | Канада    | 0:1  | 1:2       | Товарищеский матч |
| 02. | 31 января 2016 | Стабхаб Сентер, Карсон, США                   | США       | 0:1  | 3:2       | Товарищеский матч |

## Достижения
Командные
 «Брейдаблик»
- Чемпион Исландии: 2010
- Обладатель Кубка Исландии: 2009